# American Economic Association
Asociația Economică Americană (AEA) este o societate științifică în domeniul economiei. Scopul său este de a stimula cercetarea și dezbaterea economică de înaltă calitate prin intermediul propriilor reviste de specialitate, recunoscute în industrie, afaceri și mediul academic. Există aproximativ 23.000 de membri.